# 超短波放送
超短波放送（ちょうたんぱほうそう）とは、超短波（VHF：Very High Frequency）を用いる放送で、一般的にFM放送とも呼ばれる。

## 概要
国際電気通信連合（ITU）は、地域によって異なるが47 - 108MHzの間の周波数を放送用を含めた用途に分配している。このうち、ラジオ放送用には、ロシアなど旧ソビエト連邦構成各諸国を含む東欧を除く欧米の大半では87.5 - 108MHz、東欧では68 - 74MHz（うち74 - 76MHzはガードバンドのため使用不可）、日本では76.1 - 98.9MHz（2014年<平成26年>3月31日以前は90.0MHzまで、2025年<令和7年>5月17日までは94.9MHzまで）が割り当てられている。
周波数の特性上、送信所から到達する距離が短いため、国内放送、それもその中の一部の地域（日本での例は都道府県内、市区町村内など）を対象とした放送に用いられる。但し、VHFを反射するスポラディックE層（通称「Eスポ」）と呼ばれる特殊な電離層が、春から夏頃にかけての日中に突然出現し、普段聞くことの出来ない遠隔地の放送が受信できることはある。
1チャンネルの搬送波周波数間隔が200kHzあり、伝送できる周波数帯域が広く（占有周波数帯幅の許容値は200kHz）、S/N比が高くノイズに強いことやAMに比べて高音質のため主に音楽番組等が放送されている。音声信号の最高周波数は15kHzである。

### 変調方式
周波数変調（FM：Frequency Modulation）を使う。
FMを使うからVHF放送全般が「FM放送」「FMラジオ」などとよばれる。
また、多重技術を利用して音声多重放送（ステレオ放送）や補助通信業務（SCA：Subsidiary Communications Authority）と呼ばれる文字多重放送（文字放送）、独立音声放送、ファクシミリ、無線呼出し（ページング、いわゆる「ポケットベル」「ポケベル」）が実施できる。この内、ステレオ放送は標準的に実施される。欧米では無線呼出しに電気通信事業者が参入するなど放送事業者とは別の事業者がいわば相乗りする事例もある。
ノイズや混信に弱い中波放送から転換する例も多い。ヨーロッパでは狭い地域に多数の局が林立することから、第二次世界大戦直後の早い時期に転換が進みFM放送の普及が促進された。また、中波放送をサイマル放送することもあり、日本ではFM補完中継局、韓国では「標準FM放送」がある。
一部の国ではデジタル化対応が行われている。詳細はデジタルラジオ#放送技術の規格を参照。

## アメリカ
FMの歴史は1933年12月26日にエドウィン・アームストロングが周波数変調の特許を取得して始まった。アームストロングは1937年には世界初のFM放送局W2XMNを開設して放送を行った。
事業として初の放送は1941年開局のテネシー州ナッシュビルのWSM-FMで、初の民間放送でもある。
1961年には連邦通信委員会（FCC）がFMのステレオ技術を規格化して数百のFM局が開局。連邦通信委員会（FCC）は1966年にはFMの放送内容をAMと分離することを決定し、FM放送の聴取者が増えるきっかけとなった。

## 日本

### 定義
日本では、放送法第2条第17号に「30MHzを超える周波数を使用して音声その他の音響を送る放送（文字、図形その他の影像又は信号を併せ送るものを含む。）であって、テレビジョン放送に該当せず、かつ、他の放送の電波に重畳して行う放送でないもの」と、総務省令電波法施行規則第2条第1項第25号に「30MHzを超える周波数の電波を使用して音声その他の音響を送る放送（文字、図形その他の影像又は信号を併せ送るものを含む。）であつて、テレビジヨン放送に該当せず、かつ、他の放送の電波に重畳して行う放送でないもの」と定義している。つまり、VHFの上限の300MHzを超える周波数を使用するものであっても超短波放送という。放送法施行規則別表第5号第5放送の種類による基幹放送の区分（1）にもあるので、基幹放送の一種でもある。同表同区分（5）にはマルチメディア放送があり、その定義は「2値のデジタル情報を送る放送であつて、テレビジョン放送に該当せず、かつ、他の放送の電波に重畳して行う放送でないもの」であるので、デジタルによる音声放送は超短波放送としてではなくマルチメディア放送としても免許されうる。
引用の促音、拗音、送り仮名の表記は原文ママ

### 周波数
日本での放送用周波数は、諸外国と異なり、76.1 - 89.9MHzが割り当てられた。周波数間隔はオフセットにより100kHzである。
90 - 108MHzは、日本ではFM放送の実験段階からすでにテレビジョン放送の1 - 3chとして使用されていた。この周波数帯は日本ではV-Low帯と呼ばれる。
NHK首都圏局（東京本部）のFM実用化試験放送が開始された1957年12月24日から1961年6月18日の放送までは、周波数が87.3Mc・1kWであったため、NHK総合の1chとの電波干渉は起こりにくかったが、1961年6月19日以後、出力増強により10kWに拡大するにあたり、電波干渉が起こることから周波数が82.5Mcに変更された。
この為、1ch（90 - 96MHz）をテレビ放送で使用していた関東広域圏等では、テレビの受信妨害になるとして86 - 89.9MHzは「ガードバンド」として使用できなかった（86.3MHzのFM GUNMAなど一部例外あり）。また、80.8 - 81.2MHzは軍用航空無線機の国際緊急周波数（243MHz）及びその近辺の1/3低調波に相当し、遭難通信妨害の原因になるため、同様に「ガードバンド」の扱いとして使用できない（上限がNHK-FM千葉の本局、下限がJ-WAVE本局。但し、ケーブルテレビ局でFMラジオの再送信を行う場合、周波数変換パススルーにてこの帯域が使われているケースも一部ある）。
テレビ放送のデジタル化により空いたV-Low帯については、マルチメディア放送と分け合う形となり、FM放送をデジタル化することも検討されたが中止になってFM補完中継局とコミュニティ放送に90 - 94.9MHz（ワイドFM）が割り当てられた。
99 - 108MHzは広域放送・県域放送として行われるマルチメディア放送に割り当てられ、デジタル化したコミュニティ放送にも割り当てる予定であり、95 - 99MHzはFM放送との混信・干渉を避ける観点から「ガードバンド」と位置付けられ、原則として放送には使用しない方針であったものの、周波数使用が逼迫したことを受け95 - 99MHzがNHK第1のサイマル放送ほかに充てられる予定である。99.1 - 108MHzの使用予定は、現在全くない。
なお、放送用周波数が決定する以前に、65.51MHzを用い長岡市で長岡教育放送が設立されたが、これは免許上は固定業務の実用化試験局、つまり固定局に相当するものであり、電波法令上は同報通信であった。放送というより市町村同報無線の原型というべきものである。

#### 諸外国と割当てが異なることによる弊害
前述の通り、諸外国においては87.5 - 108MHz（目盛りは88 - 108）が使用されており、この周波数帯のみに対応したラジオを海外からの旅行者が日本へ持ち込んで受信したとしても、受信できる局が少ない・存在しないといったことが起きる。特に外国語放送においては、想定した聴取者に放送が届けられないことは大きな問題である。このうち、関東広域圏の一部を放送対象地域とするInterFM（現：interfm）は、2015年10月31日に受信環境の改善も兼ねて、従来の76.1MHzから89.7MHzへ周波数を変更した。
また、国外使用を想定していない日本仕様の日本車が中古車として海外に販売された場合、日本仕様のカーオーディオでは現地の放送が受信できないといった問題も発生する。コンバーターを装着することで対応が可能であるが、それでも一部の周波数は受信できないとされる。このため、ワールドバンドラジオメーカーは日本用に76 - 108MHzへの仕様変更を行う社が大半である。

### 開設形態
地上基幹放送として日本放送協会（NHK）および民間放送事業者（一般に民放と呼ばれる私企業によるもののみではなく、NHKと放送大学学園以外の事業者を指す）が国内放送を実施している。これらの事業者は、全て特定地上基幹放送事業者である。
FM補完中継局が設置される以前の放送対象地域による区分としては、NHKと民放による都道府県単位を対象とする県域放送および市区町村を対象とする民放によるコミュニティ放送がほとんどである。三以上の都府県を対象とする広域放送は、民放による外国語放送のみである。放送番組による区分としては、放送大学学園が実施していた大学教育放送以外は、総合放送である。
なお、放送大学学園により、関東広域圏（一部地域を除く）を対象とする放送大学として、1984年以来行ってきた地上波（FMラジオ・アナログ→地デジテレビ）による大学教育放送は2018年9月限りで取りやめ、2011年10月から開始されたBSデジタルテレビ・ラジオに一本化された。

#### 難聴取対策
県域放送については、沖縄県のNHK・民放各社の祖納、与那国、南大東、鹿児島県のNHKの宇検、大和、富山県の北日本放送の新川、砺波の各中継局では、中国・台湾・韓国・北朝鮮からの中波放送の混信が夜間に特に激しいため、中波放送の中継用にFM放送が使用されてきた。これらの中継局が効果的であることがわかり、都市部の難聴取対策や災害対策として、FM補完中継局が日本全国に普及した。
コミュニティ放送については、市町村が免許人となって中継局を設置できるように東北総合通信局が地上波テレビ放送の難視聴対策に利用されてきた受信障害対策中継放送（通称：ギャップフィラー）の制度の活用をはじめた。

#### 臨時目的
一時的な需要にこたえる臨時目的放送にも用いられる。オリンピック・国際博覧会などのイベント時に主催者が開設するイベント放送局と地震・津波などの災害が発生した場合に市区町村が開設する臨時災害放送局とがある。

### コールサイン
コールサインは、NHKがJO*K-FM、JO*G-FM、JO*P-FM。学園はJOUD-FM。民放はJO*U-FM、JO*V-FM（県域放送）、JO*W-FM（外国語放送）、JOZZ#**-FM（コミュニティ放送）、JOYZ#**-FM（臨時目的放送）である（凡例：*は英字、#は数字）。

### 多重放送
ステレオ放送はすべての局で常時実施されている。NHK-FMでは『ラジオ深夜便』の時間帯以外で放送されるニュース、緊急報道および高校野球中継以外は時報を含め実施していたが、2010年3月9日以降は一部地方放送局のローカルニュース以外となり、ローカルニュースも放送局単位で段階的にへ移行し、民放と同様に終日実施している。
文字放送は、21世紀初頭の最盛期には東京、大阪、名古屋など8都府県のNHK-FM、全国FM放送協議会（JFN）系列の各局、東京のJ-WAVE、大阪のFM802、一部のコミュニティ放送などで実施していたが、インターネットや携帯電話の普及で文字情報が容易に入手できることとなったとして相次いで廃止。単体受信機も2007年時点で製造が打ち切られ、国内で最後まで文字放送を実施していたAIR-G'も2016年9月30日にサービスを終了した。このシステムは、カーナビに道路交通情報を提供するVICSに組み込まれ、全国のNHK-FMがデータを送信している。
独立音声放送は、TOKYO FMが東海大学付属望星高等学校の通信教育講座を実施したことが唯一の事例である。受信機は専用のものが貸与され一般に市販されることはなかった。無線呼出し（ポケベル）は、標準方式が制定されたもののポケベルそのものの需要減少が急で参入する事業者はなかった。ファクシミリについては、標準方式が策定されることもなかった。
放送法施行規則別表第5号第5放送の種類による基幹放送の区分（6）は多重放送で、ア 超短波音声多重放送とイ 超短波文字多重放送がある。つまり法令上は文字放送や独立音声放送は超短波放送ではないので、地上基幹放送局の免許は超短波放送と同一の送信設備を用いても別の免許を要し、超短波放送事業者と別の事業者が参入することも可能である。実際にVICSの免許人は道路交通情報通信システムセンターである。無線呼出しやファクシミリについても実用化されることがあるならば、同様である。
なお、日本では実施されていないFM多重放送として、Radio Data System（RDS）と呼ばれるものが欧米で実施されている。

### デジタル放送
デジタル化は、テレビ放送のデジタル化により空いた周波数帯を利用することを想定し、実用化試験局による試験放送が行われたが、標準方式が策定されず本放送にも至らず、周波数帯はマルチメディア放送「NOTTV」・「i-dio」やFM補完中継局に割り当てられたが受信端末が普及せず終了した。
なお、日本国外では、IBOC（In-Band On-Channel）方式による、既存のアナログFM放送にデジタル信号を重畳させる形で、「HD Radio」と称したデジタル放送が実用化されており、2006年末時点でアメリカ全土のラジオ局の90%が対応済みである。既存のアナログFM放送にデジタル信号を重畳させる方式のため、従来のアナログFMラジオ受信機はそのまま使用でき、デジタル対応受信機の場合は、デジタル信号が受信できなくなったら、自動的にアナログ信号の受信に切り替えて聴取できる機能を持つ。

### 受信機
一般的なFMラジオ受信機として、携帯型、据置型、カセット・CDとの一体型（ラジオカセットレコーダー）、カーオーディオが発売されている。
日本メーカーのものについては、1970年代以後に発売・製造された多くのFMラジオは、当時のアナログテレビの1 - 3チャンネルの音声が聴けるように76 - 108MHzをカバーする製品が多数存在し、それらはFM補完中継局の放送でも使用できる。また中国・台湾などの一部のメーカー、さらに通信機型のものでは、64 - 108MHzまでカバーするFMラジオも存在する。
その他、au（KDDI・沖縄セルラー電話連合）が2003年12月発売したA5503SA（三洋電機製）を皮切りに、各携帯電話事業者からFM放送が聴ける携帯電話端末が発売されている。PHSではアステルからAT-15（東芝製）が発売されたことがある。また、一部のスマートフォンにおいてもFM受信機能が内蔵されている。
PSPやニンテンドーDSといったゲーム機でもゲーム機本体のバッテリーをエネルギーとして使用する受信装置が開発され、発売されている（ニンテンドーDS版は任天堂のライセンス商品ではない）。
iPod nano（第5世代・第6世代・第7世代）などのデジタルオーディオプレーヤーの一部においてもFM放送の受信機能が内蔵されている。

### 再放送
再放送をするケーブルテレビ局も多い。ケーブルテレビの場合は、直接受信をするときの本来の放送周波数とは異なる別の周波数で配信されることが多く、受信する際はFM放送が受信できるラジオのアンテナ端子に、ケーブルテレビ回線を分波（分配）する工事を要する。
再放送はJR東日本の新幹線、地下街や道路トンネルなどでも行われるが、ごく一部の実験試験局によるもの以外は免許が不要な微弱電波による。これについては個人の趣味やイベント会場での構内放送にあたるものを含めてミニFMを参照のこと。

### 衛星ラジオ放送
上述の通り日本では、300MHzを超える周波数を使用するものも超短波放送と呼ぶ。地上波による事例は無いが、衛星ラジオ放送などと呼ばれる衛星波によるものはある。変調方式もPCMなどのデジタル方式であり、FMによるものはない。
第1号は1991年に放送開始したセント・ギガ（後のクラブコスモ→WINJ）で放送衛星（BS）によるものであった。これは衛星基幹放送に相当する。BSデジタル放送が開始された2000年からの一時期、民放テレビキー局系BSラジオが存在したが、2011年10月以降はBSによる衛星基幹放送は学園の放送大学のみである。
また、デジタル技術を用いて音声や動画を移動体向けに放送するマルチメディア放送は、2010年までは法令に定義されていなかった。定義前にBSを用いて2004年に開始、2009年に終了したモバHO!は、音声放送としてモバイル放送が超短波放送の免許を取得していた。
現行制度であればマルチメディア放送に分類されるが、当時は動画放送は「音声放送に多重される影像」と解釈されたものなので衛星ラジオ放送の一種として掲げておく。
通信衛星（CS）による第1号は1992年に放送開始したミュージックバードなど6社であり、衛星一般放送に相当する。PCMによるのでCS-PCM音声放送と呼ばれた。現行の衛星一般放送ではPCMによるものは廃止されている。

### 略史
- 1953年（昭和28年）4月1日 - 長岡教育放送が開局した。
- 1957年（昭和32年） - NHK-FM放送の実験局（現：実験試験局）が放送開始。12月に東京で開始された後、主要都市に実験局が開局した。
- 1958年（昭和33年）12月31日 - 学校法人東海大学により、「東海大学超短波放送実験局」が放送を開始。
- 1959年（昭和34年） - 「超短波放送」が放送法第9条第1項第1号ロに「30Mcをこえる周波数を使用して音声その他の音響を送る放送であつて、ハに掲げる放送に該当しないもの」と規定された。ハは「テレビジョン放送」であった[17]。
- 1960年（昭和35年）4月1日 - 「東海大学超短波放送実用化試験局」が開局、通称は「FM東海」。広告放送（CM）が許可されており、初の民間放送局といえる。
- 1963年（昭和38年） - 「AM-FM」方式がステレオ放送の標準形式として採用される。6月1日にFM東海が、12月1日にNHK-FM放送の実験局（東京局）が、それぞれこの方式でステレオ放送を開始した。
- 1968年（昭和43年）
  - 「超短波放送」が電波法施行規則に「30Mcを超える周波数の電波を使用して音声その他の音響を送る放送であつて、テレビジヨン放送に該当しないもの」と定義された[18]。
  - 郵政省（現：総務省）の超短波放送用周波数割当計画（現：基幹放送用周波数使用計画）が制定され、76.1Mcから89.9Mcを超短波放送に割り当てるものとされた。その第1弾として、大阪府と愛知・福岡両県に超短波放送の周波数が割り当てられた。
  - 超短波放送に関する送信の標準方式[19]が制定された。これにはモノラル放送のみではなくステレオ放送についても規定された。
- 1969年（昭和44年）
  - NHKの実験局、実用化試験局が一斉に放送局（現：地上基幹放送局）に種別変更し本放送を開始した。
  - 12月24日 - 一般放送事業者（現：民間特定地上基幹放送事業者）による開設第1号となる愛知音楽エフエム放送（現：エフエム愛知）が開局した。続いてエフエム大阪・エフエム福岡も開局。
- 1970年（昭和45年） - FM東海が廃局し、同局を引き継いだエフエム東京が開局した。
- 1972年（昭和47年）
  - 計量法改正により周波数の単位はc（サイクル）から、SI組立単位のHz（ヘルツ）となった。
  - 電波法施行規則での「超短波放送」の定義が現行のものとなった[20]。
- 1977年（昭和52年）3月31日 - 長岡教育放送廃止。
- 1978年（昭和53年）5月16日 - 郵政省が北海道、宮城、静岡、広島の4道県に超短波放送の周波数割り当て。
- 1979年（昭和54年） - 郵政省が石川、愛媛、長崎の3県に超短波放送の周波数割り当て。
- 1981年（昭和56年）5月20日 - エフエム東京・エフエム愛知・エフエム大阪・エフエム福岡により「全国FM放送協議会」、通称JFNが結成される。
- 1982年（昭和57年）
  - 2月1日 - エフエム愛媛が開局。民放FM開局ブームが始まる。
  - 10月27日 - 郵政省が岩手、秋田、群馬、神奈川、新潟、富山、福井、山梨、長野、三重、京都、兵庫、鳥取&島根、山口、香川、高知、熊本、大分、宮崎、沖縄の20地区21県に超短波放送の周波数割り当て[21]。
- 1984年（昭和59年）
  - 郵政省が青森、山形、埼玉、千葉、奈良、岡山、徳島、鹿児島の8県に超短波放送の周波数割り当て。
  - 9月1日 - エフエム沖縄開局。前身は極東放送。中波放送から初の転換である。
- 1987年（昭和62年） - 郵政省が東京、大阪の両都府に2局目の超短波放送の周波数を割り当て。
- 1988年（昭和63年）
  - 超短波音声多重放送及び超短波文字多重放送に関する送信の標準方式[22]が制定された。この「超短波音声多重放送」とはステレオ放送のことではなく、独立音声放送のことであり、文字放送ともども規定された。
  - 10月1日 - J-WAVE開局。
  - エフエム東京が独立音声放送による通信高校教育講座を開始した。
  - 放送法での「超短波放送」の定義が現行のものとなった[23]。
  - 臨時目的放送が制度化[23]され、イベント放送が規定された[24]。
- 1989年（平成元年） - アジア太平洋博覧会でイベント放送の第1号「FMよかトピア」が開局した。
- 1990年（平成2年）
  - 郵政省が佐賀県に超短波放送の周波数を割り当て。
  - 静止衛星ゆり3号aを利用した衛星デジタル音楽放送「セント・ギガ」が試験放送を開始した。
- 1991年（平成3年）
  - 衛星ラジオ放送第1号の「セント・ギガ」が開局した。
  - 中波放送の難聴取対策第1号として北日本放送新川中継局が開局した。
- 1992年（平成4年）
  - 12月18日 - 郵政省が福島、栃木、岐阜、和歌山の4県に超短波放送の周波数を割り当て。
  - コミュニティ放送が規定された[25]。
  - コミュニティ放送の第1号FMいるかが開局した。
  - 通信衛星JCSAT-2Aを利用し、ミュージックバードなどがCS-PCM音声放送を開始した。
- 1994年（平成6年） - TOKYO FMが「見えるラジオ」の愛称で文字放送を開始した。
- 1995年（平成7年）
  - 郵政省が滋賀県に超短波放送の周波数を割り当て。これに伴い周波数未割り当ては茨城県のみとなった。
  - 外国語放送と臨時目的放送の一種として臨時災害放送が規定された[26]。
  - 臨時災害放送の第1号はFM796 フェニックス、外国語放送の第1号はFM COCOLOである。これは阪神・淡路大震災の復興対策として開局が急がれたものである。
- 1997年（平成9年） - 超短波データ多重放送に関する送信の標準方式[27]が制定された。これは無線呼出しについて規定したものである。
- 1998年（平成10年） - TOKYO FMの独立音声放送による通信高校教育講座が終了した。
- 2003年（平成15年） - デジタル放送の実用化試験放送が東京・大阪地区で開始された。
- 2004年（平成16年） - MBSat衛星を利用して、モバHO!が放送を開始した。
- 2007年（平成19年） - セント・ギガの後身、WINJの委託放送事業者World Independent Networks Japanの認定取消しにより、放送衛星を利用したBSラジオ放送は一旦消滅した。
- 2009年（平成21年） - モバHO!が放送を終了した。
- 2011年（平成23年）
  - 東京での実用化試験放送の終了により、デジタルラジオ放送は全て終了した。
  - ミュージックバードがCS-PCM音声放送を終了したことにより、PCMによる衛星一般放送は全て終了した。
  - 学園が衛星基幹放送として放送大学を開始し、BSによる衛星ラジオ放送が復活した。
- 2013年（平成25年） - コミュニティ放送にギャップフィラー制度が適用されることとなった[28][29]。
- 2014年（平成26年） - FM補完中継局が制度化、90MHzから94.9MHzが割り当てられた[2]。

## ノルウェー
ノルウェー政府は国内の地形特性の影響と対経費を勘案し、2017年末までにFMラジオ放送を廃止しDABへ完全移行した。これは世界初の試みとなる。